# Ramón García (beisbolista)
Ramón Antonio García Barreto (Guanare, Portuguesa, 9 de febrero de 1969) es un exbeisbolista venezolano que se desempeñaba como pitcher diestro. En las Grandes Ligas pasó por los equipos de Medias Blancas de Chicago (1991), Cerveceros de Milwaukee (1996) y Astros de Houston (1997).
En la Major League Baseball fue el venezolano número 61 en debutar, al hacerlo con los Medias Blancas de Chicago el 31 de mayo de 1991.
En la Liga Venezolana de Béisbol Profesional debutó con los Navegantes del Magallanes a la edad de 18 años en la temporada 1987-88. Jugó con dicho club hasta 1998. Tras un breve retiro regresa en la temporada 2000-01 para terminar retirándose con el Pastora de Los Llanos.